# Тодор Скаловски
Тодор Скаловски (на македонска литературна норма: Тодор Скаловски) е изтъкнат композитор, хоров и симфоничен диригент, педагог и учен академик от Република Македония. Автор е на голям брой инструментални, вокални и сценични композиции, включително на музиката на химна на Северна Македония „Денес над Македония“.

## Биография
Роден е в положкия град Тетово като Тодор Алексиев Настов – Скалов. Тодор е син на търговеца Алексо Настов, по прякор Скала, и Сара Серафимова. Музикалният му талант е открит от художника Лазар Личеновски. Тодор започва да учи солфеж, мандолина и цигулка при Гиче Бояджиев и Васил Гяконовски-Шпато, а по-късно при военния музикант Леополд Дворжак. Става член на малък оркестър в Тетово, в който свири на мандолина. В 1926 година семейство Скалови (Настови) се мести в Скопие. Против волята на родителите си, които го записват в Търговската академия в Скопие, Тодор още в същата 1926 година се връща в Тетово, завършва гимназия, основава малък оркестър и едновременно учи клавир при руски професор. Лазар Личеновски и Коста Манойлович го препоръчват за Музикалната академия в Белград.
Тодор Скаловски завършва Мзикалната академия в Белград, а диригентство учи в консерваторията „Моцартеум“ в Залцбург при професор Фуртвенглер. Тодор Скаловски е шеф-диригент на новоформираната Македонска филхармония в 1944, както и диригент на първата опера, играна в Македонския народен театър, „Кавалерия рустикана“. В 1954 година се жени за третата си съпруга – видната оперна певица Мария Мирчов-Скаловска.
Той е един от основоположниците на македонската държавна опера и неин пръв директор. Член е на Македонската академия на науките и изкуствата от 1972 година. Носител е на Ноемврийската награда на Тетово, Октомврийската награда за цялостно творчество, наградата АВНОЮ и други. В 1987 година е избран за член на Съвета на Социалистическа Северна Македония.
Тодор Скаловски е известен с употребата на архаичен фолклор в своите композиции. С употребата на хармония, тонални и модални системи, и лиризма творчеството му прилича на това на Трайко Прокопиев, макар и в някои творби като „Македонско оро“, Скаловски да използва и драматични елементи. Скаловски също така пише и духова музика.

## Най-известни творби
- „Величанија Кирилу и Методију“ („Величания Кирилу и Методию“)
- „Македонско оро“ („Македонско хоро“)
- „Македонска хумореска“
- „Гоце“
- „Рапсодија 2“ („Рапсодия 2“)
- „Шарпланинска приспивна“
- сюитата „Балтепе“